# Filialkirche Kraschach

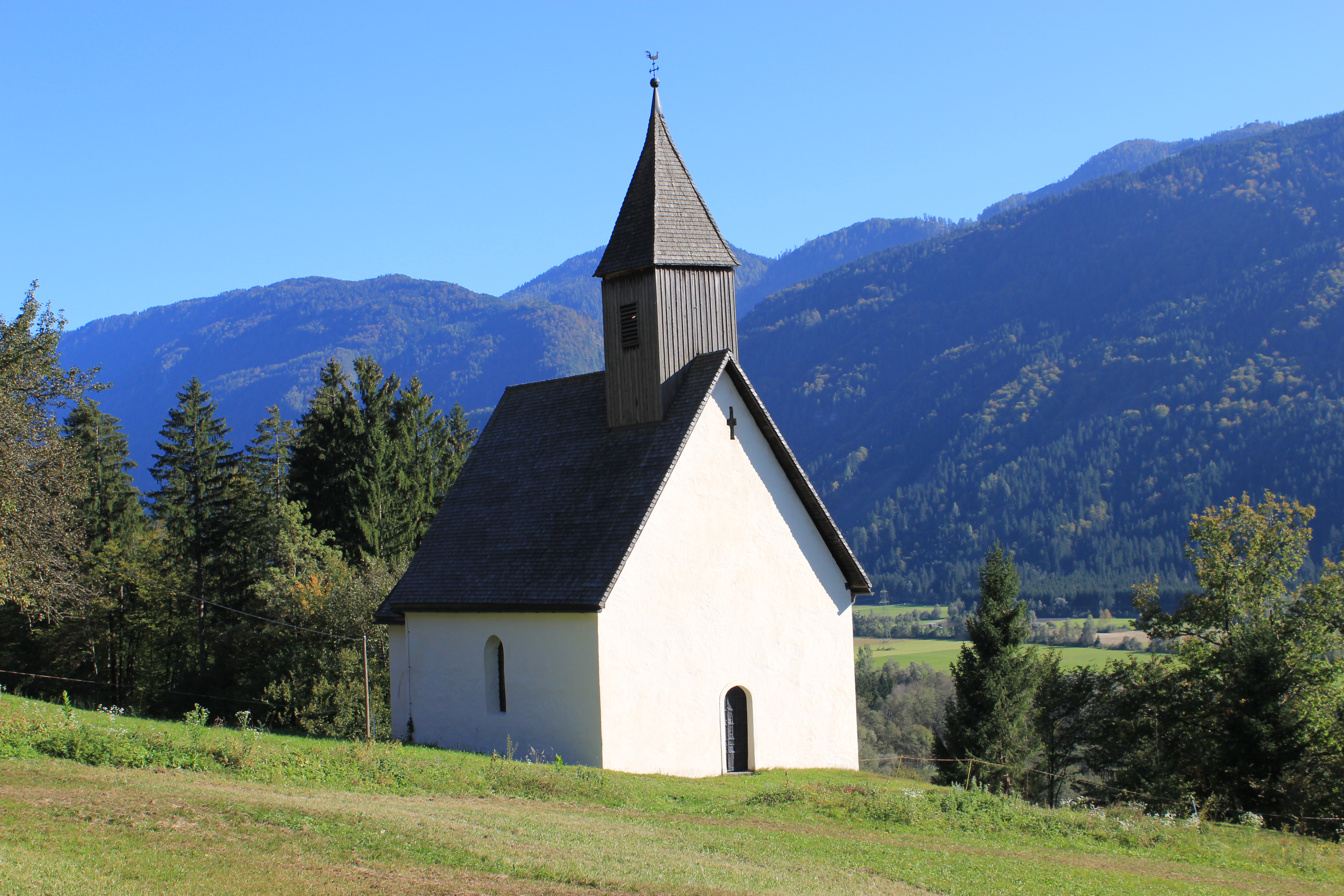

Die römisch-katholische Filialkirche Kraschach ist dem heiligen Nikolaus geweiht. Sie steht in der Gemeinde Hermagor und gehört zur Pfarre Mitsching. Das Gebäude steht unter Denkmalschutz (Listeneintrag).
Bei der 1331 erstmals erwähnten Kirche handelt es sich um einen romanisch – gotischen Bau mit Dachreiter und eingezogenem, niedrigerem Chor. Das Christophorusfresko außen an der Südwand stammt aus der zweiten Hälfte des 14. Jahrhunderts. Das rundbogige, gotische Westportal besitzt eine eisenbeschlagene Tür.
Das flachgedeckte Langhaus ist mit frühbarocken Stuckgesimsen versehen. Ein breiter, spitzbogiger Triumphbogen verbindet das Langhaus mit dem gratgewölbten Chor. Rundbogenfenster belichten das Kircheninnere. Das Fresko einer Kreuzigung mit Maria und Johannes an der Chornordwand entstand wohl Ende des 14. Jahrhunderts.
Den Hauptaltar schuf 1736 Mathias Stüber. Die zum Altar gehörenden Schnitzfiguren des heiligen Nikolaus und einer Muttergottes wurden um 1506 von der jüngeren Villacher Werkstätte gefertigt und sind heute in Verwahrung.
Der linke Seitenaltar besitzt einen gotischen Altarschrein mit gemalter, barocker Rahmung und trägt eine Lourdesmadonna. Die Kanzel stammt vom Anfang des 18. Jahrhunderts.
Zur weiteren Ausstattung der Kirche zählen bäuerliche Ölbilder eines Antonius vor der Muttergottes aus dem 17. Jahrhundert sowie der heiligen Ursula aus dem 18. Jahrhundert.